# Expertisecentrum Forensische Psychiatrie
Het Expertisecentrum Forensische Psychiatrie (EFP) is een Nederlandse stichting die het veld van de forensische zorg ondersteunt bij het verhogen van de kwaliteit van zorg, met als doel het bevorderen van de maatschappelijke veiligheid. De rol van het EFP is het bijeenbrengen van experts en het stimuleren van samenwerking en kennisdeling. 
De stichting is gevestigd te Utrecht.

## Oprichting
Het Expertisecentrum Forensische Psychiatrie is in 2002 opgestart, op initiatief van het Ministerie van Justitie, het Ministerie van Volksgezondheid, Welzijn en Sport en de Nederlandse instellingen voor forensische psychiatrie, als antwoord op een behoefte bij tbs-klinieken aan specifiek onderzoek en coördinatie van onderzoek naar de forensische psychiatrie en naar de effectiviteit van tbs-behandelingen. Om de onafhankelijkheid van het onderzoek te waarborgen werd in 2003 de onafhankelijke stichting opgericht.
De stichting had in de eerste jaren vooral de functie om de wetenschappelijke onderbouwing in de forensische psychiatrie te ondersteunen. De stichting regisseerde en coördineerde onderzoek en methodiekontwikkeling, verzamelde behandelprogramma’s en “best practices”, en bevorderde kennisoverdracht tussen instituten in de forensische-psychiatrische psychiatrie, universiteiten en onderzoeksinstituten.
. 

## Verandering van koers
Het EFP hield zich vooral bezig met het stimuleren van gezamenlijk onderzoek door onderzoeksinstituten, universiteiten en instellingen in de forensische psychiatrie. Werkzaamheden waren met name: ontwikkeling en het beheer van kennisdatabanken, coördinatie en facilitatie van door instituten gezamenlijk uitgevoerd onderzoek en inhoudelijke, organisatorische en logistieke ondersteuning van forensische zorg.
Na een aantal jaren veranderde EFP van koers om draagvlak te behouden binnen het forensische zorgveld. De aandacht naar alleen onderzoek verschoof naar het faciliteren van het werkveld in bredere zin. Het EFP ging zich meer positioneren als dé plek waar alle partijen in de forensische zorg samenwerken aan kwaliteit van zorg, met als doel het bevorderen van de maatschappelijke veiligheid.
Het werkveld van het EFP bestrijkt het gehele veld van de forensische zorg, te weten alle partners met wie de Divisie Forensische Zorg/JJI (ForZo/JJI) zorg- en inkoopcontracten heeft afgesloten.

## Werkzaamheden
Het EFP focust op samenwerking en voegt hier zowel inhoudelijke als organisatorische kennis aan toe. De werkzaamheden bestaan vooral uit het begeleiden van projecten en deze uit te voeren voor en met het veld. Ook wordt het delen van kennis en het samenbrengen van partijen gestimuleerd. Resultaten en uitkomsten worden breed gedeeld en voor zoveel mogelijk partijen toegankelijk gemaakt. Het werkterrein is verdeeld in vier thema's: kennisdelen, kwaliteitsnetwerken, vakmanschap en onderzoek.
Het Kwaliteitskader Forensische Zorg is de basis voor deze thema's.